# Anuta
Anuta es una pequeña isla situada en el sudeste de las Islas Salomón, en el océano Pacífico. Pertenece a la provincia de Temotu.
La isla es de origen volcánico, con fondos coralinos. Su punto más elevado tan sólo alcanza los 65 metros sobre el nivel del mar. El diámetro de la isla es de unos 400 metros.
La población en 2007 rondaba los 200 habitantes. Históricamente los habitantes de la isla habían usado la cercana isla de Fatutaka para la jardinería, comida y los huevos de las aves marinas que allí nidifican.
Al igual que los habitantes de la también isla de las Salomón, Tikopia, sus habitantes son de origen polinesio, mientras que la mayoría de los habitantes de las Salomón son de origen melanesio. Los habitantes de Anuta hablan una lengua samoana, una rama de las lenguas polinesias.
En 2003, se vio afectada por los efectos del ciclón Zoe, al igual que las islas de Fatutaka y Tikopia.
- Datos: Q612888